# Ismene pelusia
Ismene pelusia är en fjärilsart som beskrevs av Marie Jules César Savigny 1816. Ismene pelusia ingår i släktet Ismene och familjen Crambidae. Inga underarter finns listade i Catalogue of Life.